# 8 Андромеды
8 Андромеды (лат. 8 Andromedae), HD 219734 — кратная звезда в созвездии Андромеды на расстоянии приблизительно 539 световых лет (около 165 парсеков) от Солнца. Видимая звёздная величина звезды — +4,82m.

## Характеристики
Первый компонент — красный гигант спектрального класса M2,5IIIBa0,5. Видимая звёздная величина звезды — +5m. Радиус — около 90,32 солнечных, светимость — около 1274,145 солнечных. Эффективная температура — около 3629 K.
Второй компонент — возможно, белый карлик. Видимая звёздная величина звезды — +13m. Удалён на 7,6 угловых секунд.
Третий компонент (TYC 3644-1884-1) — оранжевый гигант спектрального класса K. Видимая звёздная величина звезды — +10,3m. Радиус — около 15,08 солнечных, светимость — около 84,293 солнечных. Эффективная температура — около 4504 K. Удалён на 219,4 угловых секунд.
Четвёртый компонент (UCAC3 279-275693). Видимая звёздная величина звезды — +11,6m. Удалён от третьего компонента на 54,9 угловых секунд.